# Totalkvalitet
Totalkvalitet (engelska: total quality management, TQM), även kallat total kvalitetsledning (TKL), är en managementstrategi som syftar till att få medvetenhet om kvalitet i hela den organisatoriska processen. TQM har utbredd användning inom tillverkningsindustri, utbildning och tjänsteindustri. Strategin används även i vetenskapliga sammanhang som till exempel i NASA:s rymdprogram. TQM kräver att ett företag upprätthåller kvalitetsstandarden i hela sin verksamhet.
Enligt TQM är det kunderna som i slutändan avgör ett företags framgång. Modellen kräver därför att man organiserar sin verksamhet utifrån kundernas önskemål och krav. Grundstenen inom totalkvalitetsledning är således att vara kundorienterad och sätta kunderna i centrum.
TQM är en ledningsfilosofi som strävar efter att uppnå totalkvalitet i alla led inom en organisation. När denna filosofi ska appliceras i praktiken behöver organisationen genomgå en total kulturförändring för att kunna kvalitetsutveckla sin tjänst eller produkt samt sätta kunden i fokus. För att leda denna process krävs en tydlig kvalitetsledning i samma anda som strategiskt ledarskap som ska hindra en organisation från att falla i en värld full av konkurrens och det ständigt rörliga samhället. Den här sortens kvalitetsstyrning kräver att ledaren frångår den mer traditionella och hierarkiska ledarformen för att kunna utnyttja den kunskap som finns inom företaget för att uppnå bättre kvalitet. Ett verktyg för att uppnå detta är att öka teamkänslan inom organisationen. Detta innebär att hela gruppens engagemang är vital för att processen ska kunna drivas framåt. För att hela gruppen inom organisationen ska kunna driva nya idéer introduceras oftast ett nytt internt nätverk och på så sätt en ny kultur inom organisationen. Syftet med att följa denna modell är att uppnå nya förbättringar, eliminera restprodukter, utveckla ett mer kostnadseffektivt arbete samt stärka organisationens kontakt med omvärlden.

## Historia
I slutet av 1970-talet utvecklades i Nordamerika och Västeuropa ett nytt system för kvalitetsutveckling efter att västvärlden ekonomiskt lidit hårt av konkurrensen från Japan. Japanernas sätt att kostnadseffektivt producera högkvalitetsprodukter där kundens behov är i centrum hade vunnit mycket mark på marknaden. För första gången sedan den industriella revolutionen började England importera färdiga produkter istället för att tillverka dem själva. Det satte stort tryck på att produkterna skulle komma från Europa istället för Japan. Därav började många organisationer och företag runt om i Europa se över sin produktion för att kunna kvalitetssäkra sina produkter. Det var i och med detta total kvalitetsledning implementerades i organisationernas förändrings- och förnyelseprocesser.

## Fördelar och nackdelar
En stor fördel med TQM är den ständiga strävan efter förbättringar inom hela kvalitetsledet vilket gör att man hela tiden jobbar mot att utveckla kvalitetsarbetet. Detta kan skapa ett kollektivt engagemang inom organisationen på grund av det gemensamma strävandet efter kvalitetsförbättring.
Inom TQM ska personalen ses som en resurs som hela tiden kan utvecklas. Att träna personalen i utvecklings- och kvalitetsprocesser leder därför till en total förbättring för hela organisationen. 
En nackdel med TQM är just att det inte finns tydliga definitioner om vad det verkligen innebär och kan således skapa svårigheter i att tolka och implementera i det dagliga arbetet.
En förutsättning för att genomgå TQM är att hela organisationen går mot samma mål. Om engagemanget saknas inom organisationen kan det skapa problem i processerna.